# Сан Микеле Мондови
Сан Микеле Мондови (итал. San Michele Mondovì) је насеље у Италији у округу Кунео, региону Пијемонт.
Према процени из 2011. у насељу је живело 1368 становника. Насеље се налази на надморској висини од 449 м.

## Становништво
Према резултатима пописа становништва 2011. у општини је живело 1.881 становника.
| 1931. | 1936. | 1951. | 1961. | 1971. | 1981. | 1991. | 2001. | 2011. |
| ----- | ----- | ----- | ----- | ----- | ----- | ----- | ----- | ----- |
| 1.992 | 1.936 | 1.816 | 1.679 | 1.957 | 2.079 | 2.168 | 2.069 | 1.881 |